# Obwód grodzieński

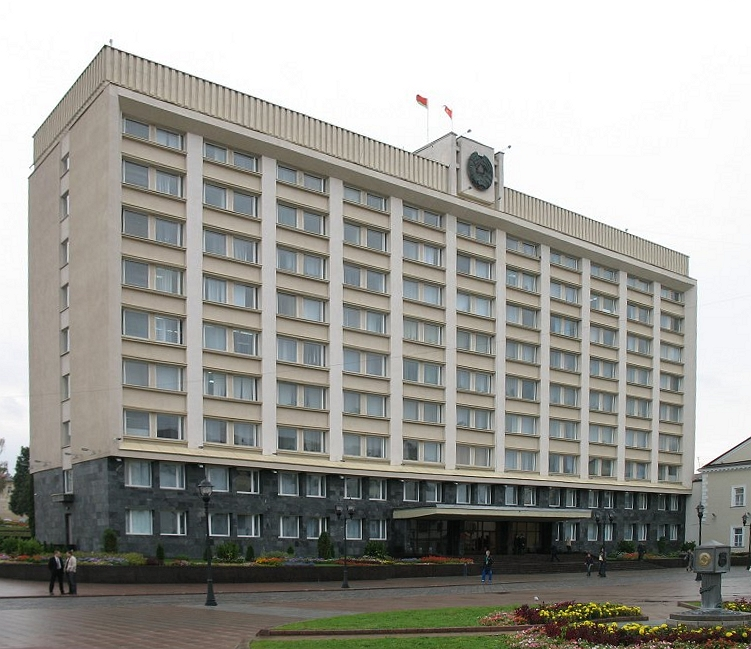
Budynek Komitetu Wykonawczego Obwodu Grodzieńskiego w Grodnie

Obwód grodzieński (biał. Гродзенская вобласьць, trb. Hrodzienskaja wobłaść; ros. Гродненская область) – obwód będący częścią Białorusi, leżący w jej północno-zachodniej części, przy granicy z Polską i Litwą. Dawna historyczna Grodzieńszczyzna Wielkiego Księstwa Litewskiego, odpowiadająca w przybliżeniu obwodowi grodzieńskiemu (biał. Hrodzienskaja wobłasć). Stolicą obwodu jest Grodno. Skupisko mniejszości polskiej na Białorusi.

## Podział administracyjny
Obwód grodzieński dzieli się na 17 rejonów:
1. Brzostowicki (Brzostowica Wielka) Бераставіцкі (Bierastawicki)
2. Grodzieński (Grodno) Гарадзенскі (Haradzienski)
3. Iwiejski (Iwie) Іўеўскі (Iujeuski)
4. Korelicki (Korelicze) Карэліцкі (Karelicki)
5. Lidzki (Lida) Лідскі (Lidski)
6. Mostowski (Mosty) Мастоўскі (Mastouski)
7. Nowogródzki (Nowogródek) Наваградзкі (Nawahradzki)
8. Ostrowiecki (Ostrowiec) Астравецкі (Astrawiecki)
9. Oszmiański (Oszmiana) Ашмянскі (Aszmianski)
10. Słonimski (Słonim) Слонімскі (Słonimski)
11. Smorgoński (Smorgonie) Смаргонскі (Smarhonski)
12. Szczuczyński (Szczuczyn) Шчучынскі (Szczuczynski)
13. Świsłocki (Świsłocz) Свіслацкі (Swisłacki)
14. Werenowski (Werenowo) Воранаўскі (Woranauski)
15. Wołkowyski (Wołkowysk) Ваўкавыскі (Waukawyski)
16. Zdzięcielski (Zdzięcioł) Дзятлаўскі (Dziatłauski)
17. Zelwieński (Zelwa) Зэльвенскі (Zelwienski)

## Geografia
Obwód grodzieński położony jest w północno-zachodniej części Białorusi. Maksymalna odległość terytorialna z północy na południe obwodu grodzieńskiego wynosi 247 km, a ze wschodu na zachód obwodu wynosi 213 km. Całkowite terytorium obwodu wynosi 25 tys. km². Na północnym wschodzie graniczny z obwodem witebskim, na wschodzie z obwodem mińskim, a na południu z obwodem brzeskim. Na zachodzie graniczny z Polską (województwo podlaskie), a na północy z Litwą (okręgi wileński i olicki). Terytorium jest przede wszystkim równinne, a jego wysokość wynosi ok. 120–180 m. Obwód leży w obrębie Niziny Niemeńskiej, Niziny Naroczańsko-Wileńskiej i Równiny Lidzkiej (do 170 metrów). Najniższy punkt znajduje się na północno-zachodniej części obwodu w miejscu, w którym Niemen wpływa na terytorium Litwy – wynosi 80 m n.p.m. Najwyższym punktem obwodu jest Góra Zamkowa (323 m) znajdująca się na obszarze Wyżyny Nowogródzkiej. Praktycznie całe terytorium obwodu należy do basenu Niemna i jego dopływów: Gawii, Dzitwy, Uszy, Szczary i Łosośnej. Na północnym zachodzie zaczyna swój bieg rzeka Narew – dopływ Wisły. Na terytorium obwodu znajduje się też Kanał Augustowski, łączący Wisłę i Niemen. Występują również jeziora: Jezioro Białe, Rybnica, Świteź, Świr.

## Historia
Obwód został utworzony 20 września 1944 roku dekretem Prezydium Rady Najwyższej ZSRR z części obwodów baranowickiego, białostockiego i brzeskiego, po wyparciu Niemców z tzw. Zachodniej Białorusi (ziem północno-wschodnich II Rzeczypospolitej) przez Armię Czerwoną. Utworzona na jego terenie sowiecka administracja cywilna w większości składała się z osób pochodzących ze wschodniej Białorusi lub z głębi ZSRR. Miejscowa ludność tylko w niewielkim stopniu otrzymała możliwość współudziału w realnym zarządzaniu obwodem. Cała kadra administracyjna na szczeblu obwodowym i rejonowym złożona była z byłych sowieckich partyzantów, z których 300 osób wysłano na kursy doszkalające KC KP(b)B. Podobnie było w rejonowych oddziałach milicji, szczególnie w miejscowościach zamieszkanych przez ludność polską, gdzie były one złożone prawie wyłącznie z osób niemiejscowych.
W wyniku działań wojennych prowadzonych w czasie II wojny światowej, na terenie obwodu zostało spalonych i zniszczonych 14 127 domów, z których do 1 czerwca 1945 roku odbudowano 3 226.
Od 1991 r. obwód stanowi jednostkę administracyjną niepodległej Republiki Białorusi.
Dziedzictwo kulturowe, historyczne i przyrodnicze obwodu grodzieńskiego i województwa podlaskiego promuje transgraniczny "Szlak Tyzenhauza" - od Sokółki do Grodna.

## Demografia
Liczba ludności:
- 1995: 1 215,6 tys.
- 1999: 1 185 tys.(741 tys. miejska, 444 tys. wiejska)[6]
- 2003: 1 156,4 tys.
- 2006: 1 111,4 tys.
- 2007: 1 106,6 tys.
- 2008: 1 104,5 tys.
- 2009: 1 072 tys. (740 tys. miejska, 332 tys. wiejska)[6]
- 1 stycznia 2010: 1 069,6 tys. (739,9 tys. miejska, 329,7 tys. wiejska)[7]
- 1 stycznia 2011: 1 065,9 tys.[8]
- 1 maja 2011: 1 064,3 tys.[9]

Około 69% ludności obwodu żyje w miastach i miasteczkach, podczas gdy 31% ludności obwodu mieszka na wsi. Kobiety stanowią 53% populacji obwodu, a mężczyźni stanowią 47% populacji obwodu. Obwód zamieszkuje około 310 tys. dzieci w wieku poniżej 19 lat oraz 240 tys. osób powyżej 60 roku życia. Białorusini stanowią 62,3% mieszkańców obwodu grodzieńskiego. Obwód grodzieński zamieszkują także mniejszości narodowe: Polacy (24,8%), Rosjanie (10%), Ukraińcy (1,8%), Żydzi (0,4%), Tatarzy (0,2%), Litwini (0,2%) oraz inne narodowości (0,4%).

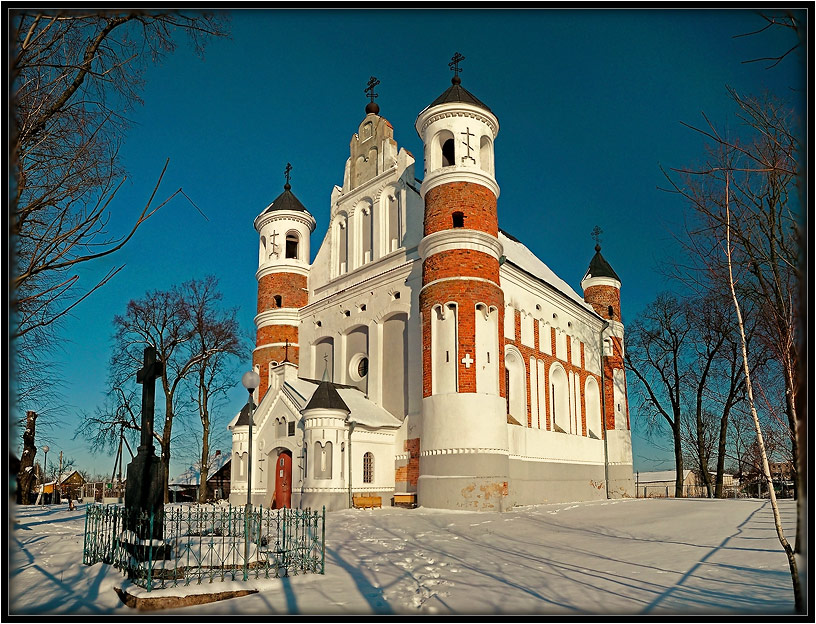
Gotycka cerkiew obronna w Murowance z pocz. XVI w.

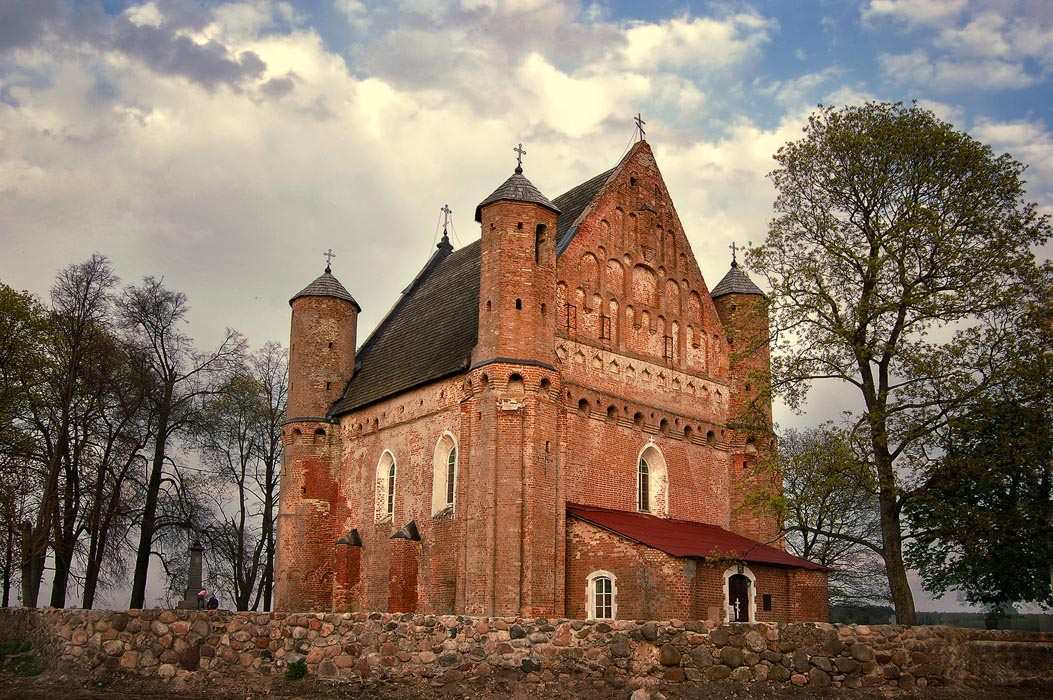
Gotycka cerkiew obronna w Synkowiczach z XV w.

W obwodzie grodzieńskim dominującymi religiami są katolicyzm i prawosławie. W obwodzie znajduje się 165 cerkwi i 169 kościołów. Większość Polaków mieszkających w obwodzie należy do Kościoła rzymskokatolickiego.

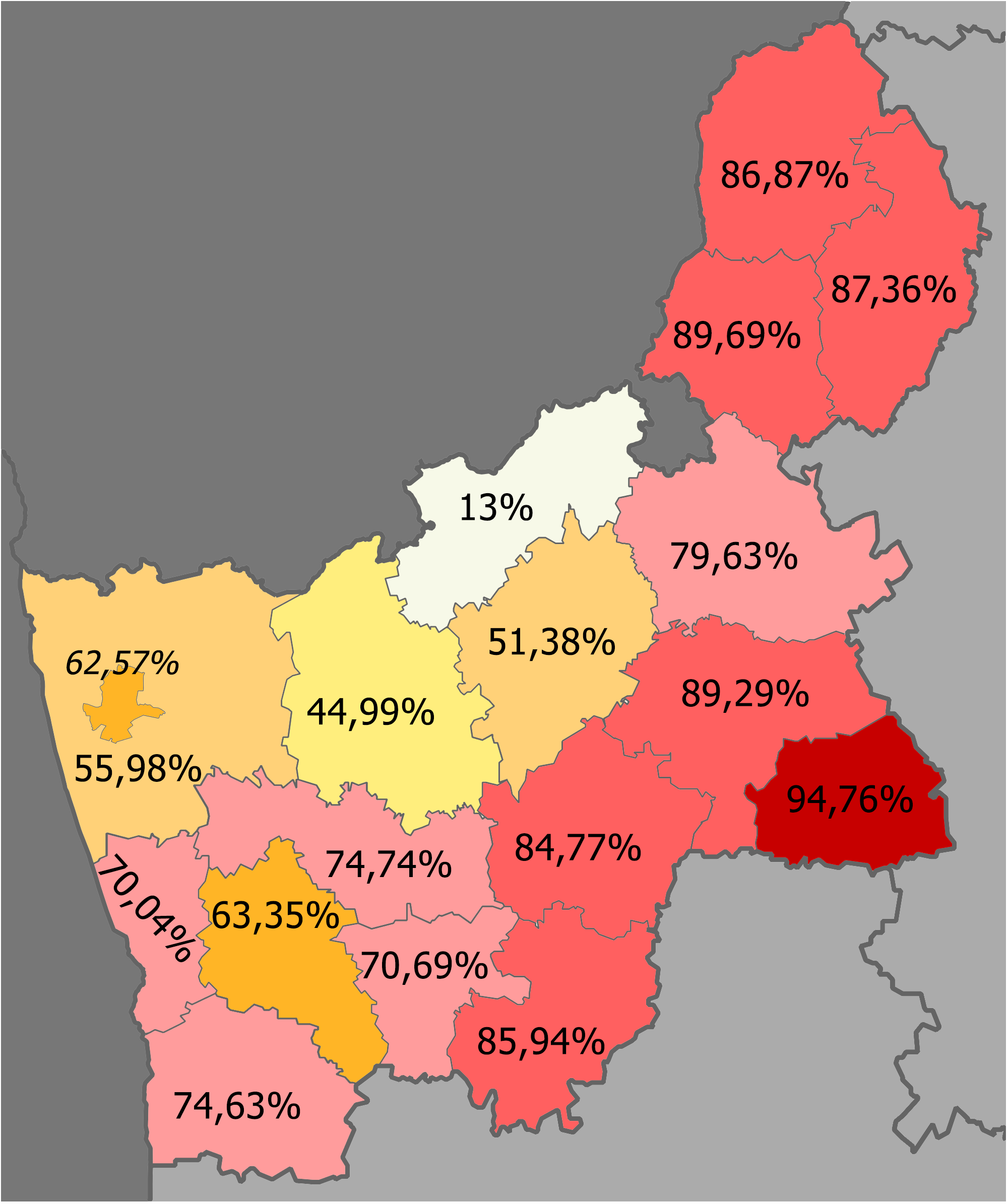
Białorusini     >90%     80–90%     70–80%     60–70%     50–60%     40–50%     <40%
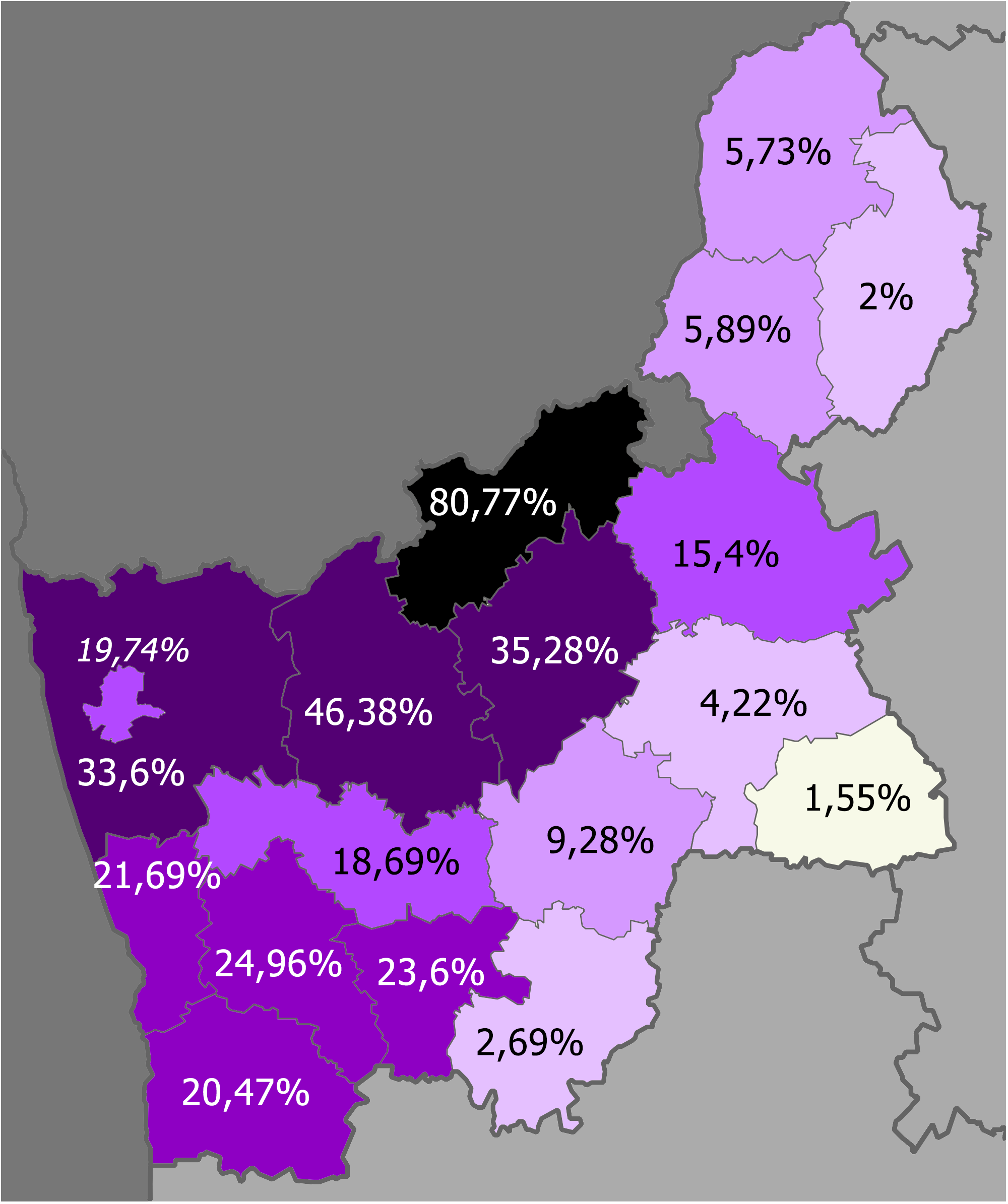
Polacy     >50%     30–50%     20–30%     10–20%     5–10%     2–5%     <2%
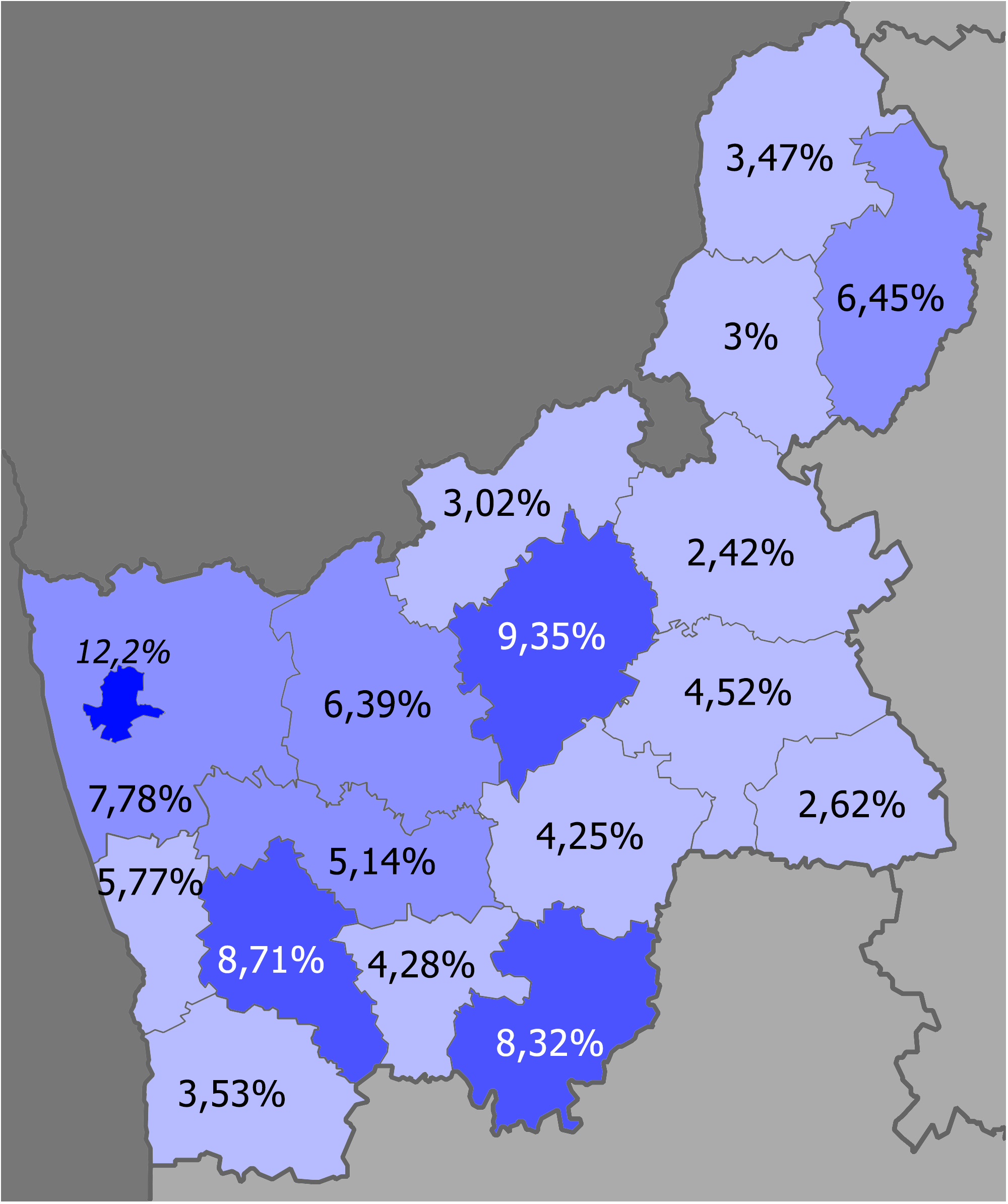
Rosjanie     >10%     8–10%     5–8%     <5%

## Mapa

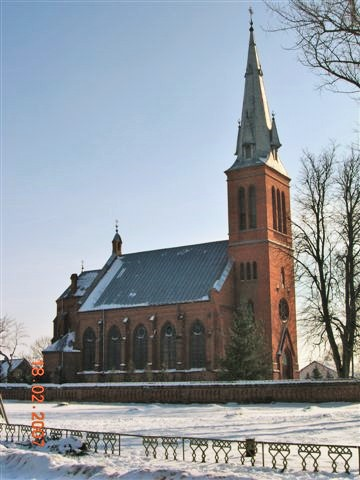
Kościół św. Antoniego i Objawienia Pańskiego w Kamionce

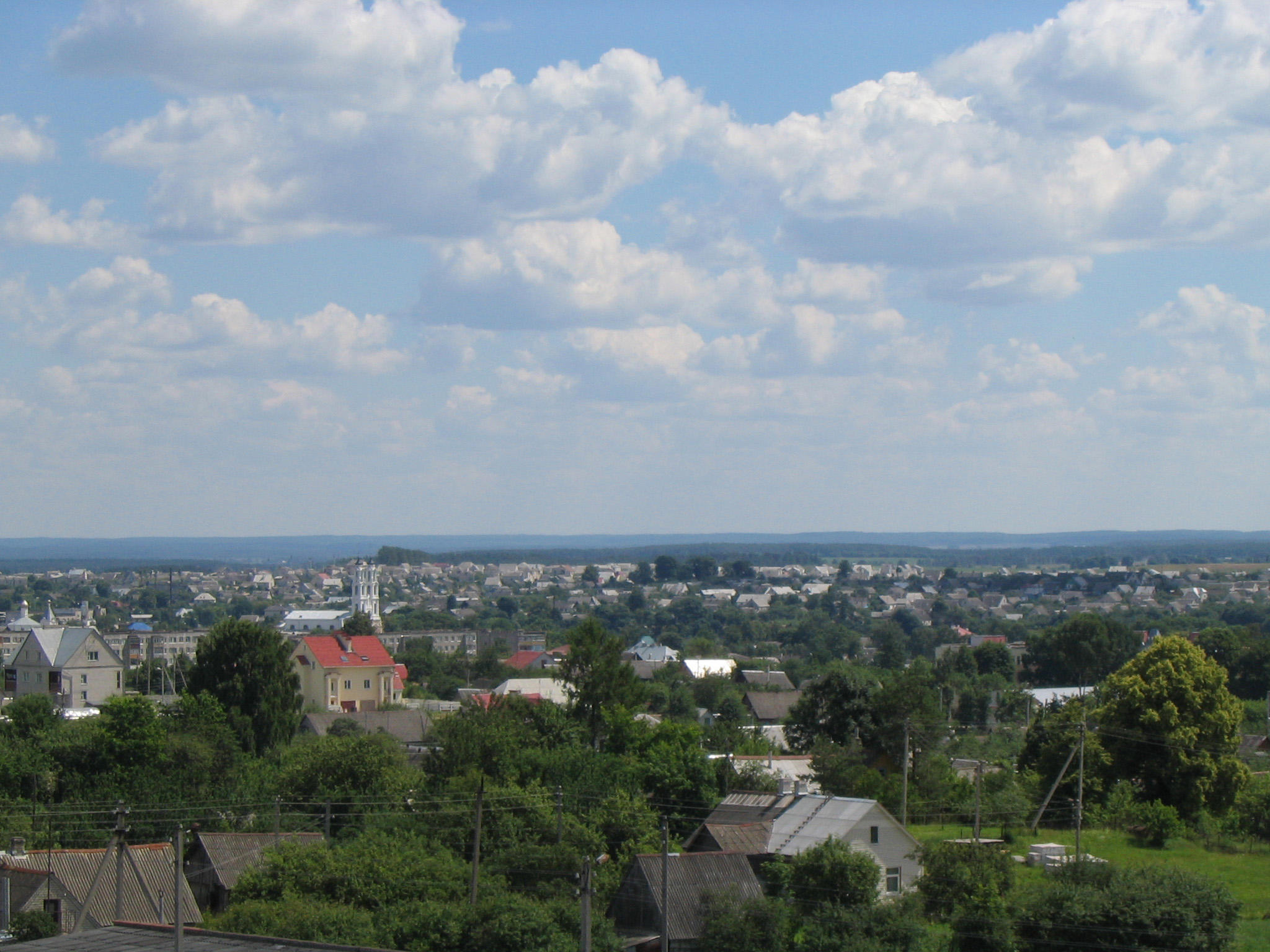
Panorama Oszmiany

## Ludność w miastach

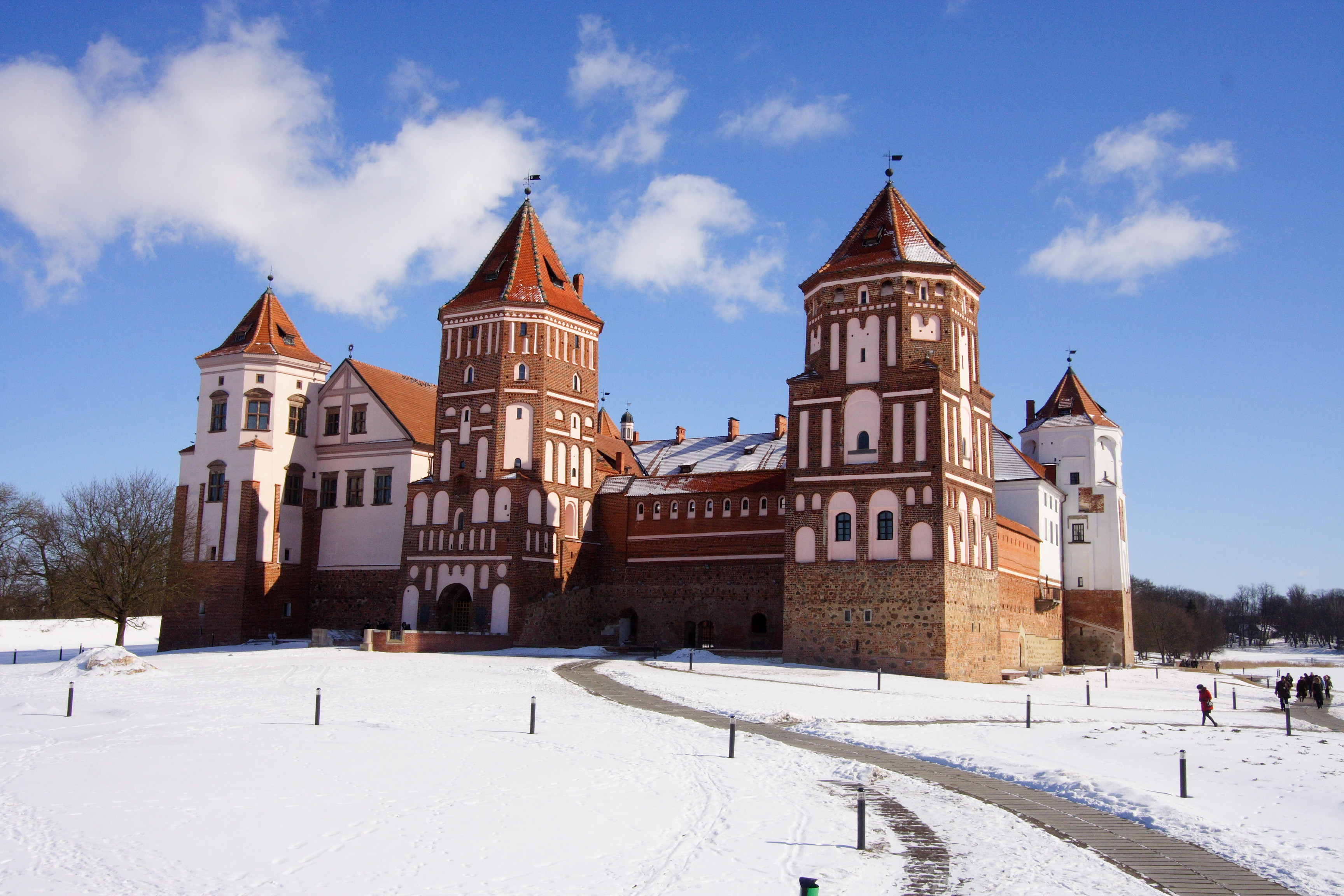
Zespół zamkowy w Mirze

- Grodno - 314,8 tys.
- Lida - 98,2 tys.
- Słonim - 51,6 tys.

- Wołkowysk - 46,8 tys.
- Smorgonie - 36,7 tys.
- Nowogródek - 30,8 tys.
- Korelicze - 30,0 tys.
- Mosty - 17,4 tys.
- Szczuczyn - 16,0 tys.
- Oszmiana - 14,9 tys.
- Brzostowica - 12,0 tys.
- Skidel - 10,9 tys.

## Zabytki
- Grodno:
  - Stary Zamek
  - Nowy Zamek
  - Kościół pojezuicki - katedra
  - Kościół pobernardyński Znalezienia Krzyża Świętego
  - Kościół Zwiastowania NMP i klasztor brygidek
  - Kościół Matki Bożej Anielskiej i klasztor Franciszkanów
  - Cerkiew Świętych Borysa i Gleba, tzw. Kołoża
  - Batorówka w Grodnie z poł. XVI w.
  - Apteka jezuicka z 1709 roku.
  - Cerkiew i klasztor bazylianek z XVIII w.
  - Pałac Chreptowiczów z końca XVIII w.
  - Pałac Stanisławówka w Grodnie z 2 poł. XVIII w.
  - Dwór Administratora z XVIII w.
  - Krzywa oficyna z XVIII w.
  - Dom Majstra z XVIII w.
  - Teatr z 1772 r.
  - Kościół ewangelicko-augsburski św. Jana
  - Muzeum Elizy Orzeszkowej
  - Dwór Poniemuń
  - Pałac Sapiehów z XVII w., ob. browar
  - Wielka Synagoga z 1905 r.
  - Cmentarz farny w Grodnie
- Brzostowica Wielka
  - Cerkiew Zaśnięcia NMP
  - Kościół Przemienienia Pańskiego
  - Kościół Nawiedzenia NMP
  - Dwór Kossakowskich
- Iwie
  - Kaplica cmentarna
  - Kościół św. App. Piotra i Pawła i klasztor Bernardynów
  - Meczet
  - Cmentarz żydowski
  - Mizer (cmentarz tatarski)
  - Młyn
  - Park
  - Synagoga
- Korelicze
  - Browar
  - Cerkiew św. App. Piotra i Pawła
  - Krajobrazy
  - Kościół M.B. Nieustającej Pomocy
- Lida
  - Zamek w Lidzie
  - Kościół Podwyższenia Krzyża Świętego w Lidzie
  - Klasztor Pijarów z kolegium pijarskim
  - Cmentarz katolicki w Lidzie
- Mosty
  - Cerkiew Św. Proroka Eliasza
- Zabytki UNESCO:
  - Zamek w Mirze